# Hamilton: I nationens interesse
Hamilton: I nationens interesse er en svensk thrillerfilm fra 2012 instrueret af den danske instruktør Kathrine Windfeld. Selvom titlen stort set er den samme, er filmen ikke direkte baseret på Jan Guillous roman I nationens interesse fra 1988, men er i stedet en helt ny historie.

## Handling
Hamilton plages af visheden om, at årene som hemmelig agent har gjort ham til en decideret mord-maksine. Nu vil han stoppe livet som agent, og påbegynde et almindeligt i stedet. Han har mødt en kvinde og håber, at hun kan blive et vendepunkt i hans liv, men indser snart at det ikke er muligt i en verden hvor verdensfreden trues af korrupte politikere og skrupelløse krigsforbrydere. Et spektakulært attentat planeres i Stockholm og Hamilton er den eneste som kan stoppe det. Det bliver en livsfarlig opgave som bringer Hamilton fra Somalias ødemark til Ammans gader og Stockholms skærgård. Han gør hvad der kræves i nationens interesse.

## Medvirkende (i udvalg)
- Mikael Persbrandt som Carl Hamilton
- Pernilla August som statsministeren
- David Dencik som statsministerens stedfortræder
- Jason Flemyng som Rob Hart
- Lennart Hjulström som D.G.
- Ray Fearon som Benjamin Lee
- Peter Andersson som chefen for Militära underrättelse- och säkerhetstjänsten
- Gustaf Hammarsten som Martin Lagerbäck
- Leo Gregory som Miller
- Dan Ekborg som Claes Olofsson
- Liv Mjönes som Johanna Runestam
- Fanny Risberg som Maria Solska
- Kevin McNally som Harold Smith
- Ulf Friberg som politichef
- Terry Carter som Josef Bekele